# Skyddsglasögon

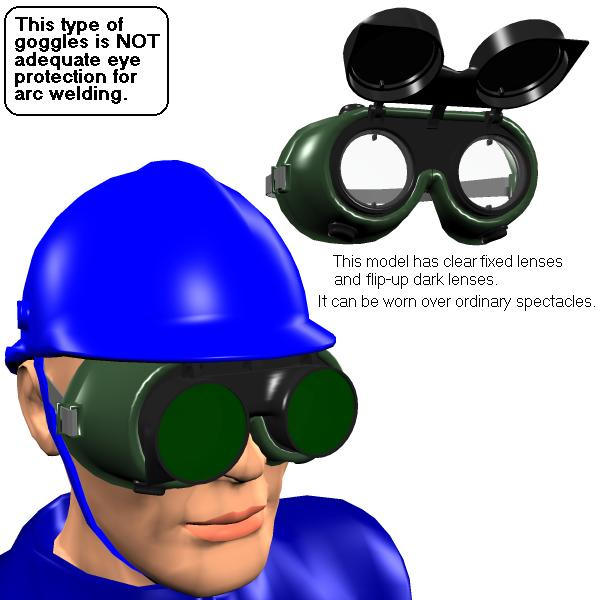
Svetsglasögon och skyddshjälm

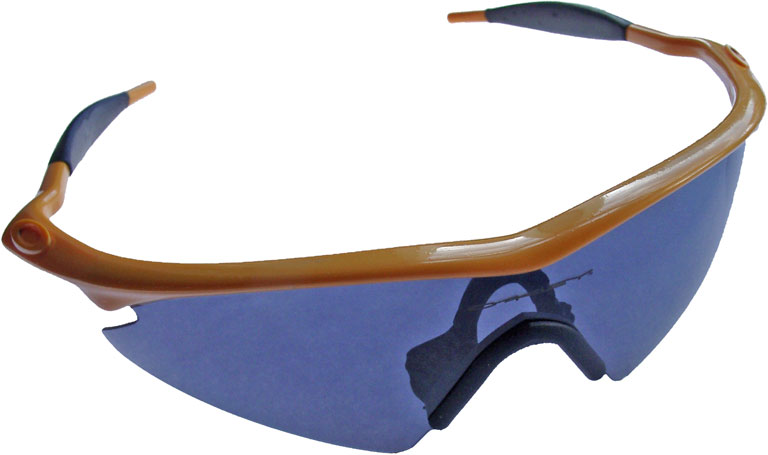
Skyddsglasögon för cyklister

Skyddsglasögon, är till för att skydda ögonen vid arbete med risk för stänk eller smuts som kan skada ögonen till exempel svetsning, hantering av skadliga vätskor eller höga hastigheter. 
Tillverkare av skyddsglasögon är bland annat UVEX.